# Dendrobium widjajanum
Dendrobium widjajanum är en orkidéart som beskrevs av Paul Ormerod. Dendrobium widjajanum ingår i släktet Dendrobium, och familjen orkidéer. Inga underarter finns listade i Catalogue of Life.